# Takayoshi Amma
Takayoshi Amma (安間 貴義 Amma Takayoshi?, nacido el 23 de mayo de 1969 en Shizuoka) es un exfutbolista japonés que se desempeñaba como centrocampista y entrenador.

## Clubes

### Como futbolista
| Club     | País  | Año         |
| -------- | ----- | ----------- |
| Honda FC | Japón | 1992 - 2001 |

### Como entrenador
| Club            | País  | Año         |
| --------------- | ----- | ----------- |
| Honda FC        | Japón | 2002 - 2004 |
| Ventforet Kofu  | Japón | 2008 - 2009 |
| Kataller Toyama | Japón | 2010 - 2014 |
| FC Tokyo sub-23 | Japón | 2016        |
| FC Tokyo        | Japón | 2017        |
| FC Tokyo sub-23 | Japón | 2018 -      |